# Prix Georg-Büchner
Le prix Georg-Büchner ou prix Büchner (en allemand : Georg-Büchner-Preis, ou Büchnerpreis), est la plus prestigieuse distinction littéraire allemande.

## Histoire
Créé en 1923 par l'État de Hesse en l'honneur du poète et révolutionnaire Georg Büchner, il était décerné chaque année à deux artistes d'exception, parmi lesquels le compositeur Arnold Mendelssohn (1923), le peintre Paul Thesing (1924) et les écrivains Carl Zuckmayer (1929) et Anna Seghers (1947). Le prix a été suspendu de 1933 à 1944.
Depuis 1951, le Büchnerpreis est un prix littéraire, décerné par la Deutsche Akademie für Sprache und Dichtung (l'Académie allemande de langue et de poésie) de Darmstadt à un auteur ou une personnalité dont l'œuvre littéraire aura admirablement servi la langue allemande et la culture germanophone. La récompense est actuellement dotée d'une somme de 40 000 euros.
Le premier auteur à être couronné fut Gottfried Benn en 1951. Il fut suivi entre autres par Max Frisch (1958), Paul Celan (1960), Hans Magnus Enzensberger (1962), Ingeborg Bachmann (1964), Günter Grass (1965), Heinrich Böll (1967), Thomas Bernhard (1970), Uwe Johnson (1971), Elias Canetti (1972), Peter Handke (1973), Christa Wolf (1980), Martin Walser (1981), Heiner Müller (1985), Friedrich Dürrenmatt (1986), Elfriede Jelinek (1998) et Oskar Pastior (2006).

## Liste des lauréats

### De 1923 à 1950
- 1923 : Adam Karrillon (1853–1938)
- 1924 : Alfred Bock (de) (1859–1932)
- 1925 : Wilhelm Michel (1877–1942)
- 1927 : Kasimir Edschmid (1890–1966)
- 1929 : Carl Zuckmayer (1896–1977)
- 1930 : Nikolaus Schwarzkopf (1884–1962)
- 1932 :  Albert H. Rausch (de) (1882–1949)
- 1933–1944 :  non décerné
- 1945 : Hans Schiebelhuth (1895–1944)
- 1946 : Fritz Usinger (1895–1982)
- 1947 : Anna Seghers (1900–1983)
- 1948 : Hermann Heiss (de) (1897–1967)
- 1949 : Carl Gunschmann (de) (1895–1984)
- 1950 : Elisabeth Langgässer (1899–1950) à titre posthume

### De 1951 à 2000
- 1951 : Gottfried Benn (1886-1956)
- 1952 : pas de prix décerné
- 1953 : Ernst Kreuder (1903-1972)
- 1954 : Martin Kessel (1901-1990)
- 1955 : Marie Luise Kaschnitz (1901-1974)
- 1956 : Karl Krolow (1915-1999)
- 1957 : Erich Kästner (1899-1974)[1]
- 1958 : Max Frisch (1911-1991)
- 1959 : Günter Eich (1907-1972)
- 1960 : Paul Celan (1920-1970)[2]
- 1961 : Hans Erich Nossack (1901-1977)
- 1962 : Wolfgang Koeppen (1906-1996)
- 1963 : Hans Magnus Enzensberger (1929-2022)
- 1964 : Ingeborg Bachmann (1926-1973)
- 1965 : Günter Grass (1927-2015)
- 1966 : Wolfgang Hildesheimer (1916–1991)
- 1967 : Heinrich Böll (1917–1985)
- 1968 : Golo Mann (1909–1994)
- 1969 : Helmut Heißenbüttel (1921–1996)
- 1970 : Thomas Bernhard (1931–1989)
- 1971 : Uwe Johnson (1934–1984)
- 1972 : Elias Canetti (1905–1994)
- 1973 : Peter Handke (*1942)
- 1974 : Hermann Kesten (1900–1996)
- 1975 : Manès Sperber (1905-1984)
- 1976 : Heinz Piontek (1925-2003)
- 1977 : Reiner Kunze (*1933)
- 1978 : Hermann Lenz (1913–1998)
- 1979 : Ernst Meister (1911–1979) à titre posthume
- 1980 : Christa Wolf (1929-2011)
- 1981 : Martin Walser (1927-2023)
- 1982 : Peter Weiss (1916–1982) à titre posthume
- 1983 : Wolfdietrich Schnurre (1920-1989)
- 1984 : Ernst Jandl (1925-2000)
- 1985 : Heiner Müller (1929–1995)
- 1986 : Friedrich Dürrenmatt (1921–1990)
- 1987 : Erich Fried (1921–1988)
- 1988 : Albert Drach (1902–1995)
- 1989 : Botho Strauss (*1944)
- 1990 : Tankred Dorst (1925-2017)
- 1991 : Wolf Biermann (*1936)
- 1992 : George Tabori (1914-2007)
- 1993 : Peter Rühmkorf (1929-2008)
- 1994 : Adolf Muschg (*1934)
- 1995 : Durs Grünbein (*1962)
- 1996 : Sarah Kirsch (1935-2013)
- 1997 : Hans Carl Artmann (1921-2000)
- 1998 : Elfriede Jelinek (*1946)
- 1999 : Arnold Stadler (*1954)
- 2000 : Volker Braun (*1939)

### Depuis 2001
- 2001 : Friederike Mayröcker (1924-2021)
- 2002 : Wolfgang Hilbig (1941-2007)
- 2003 : Alexander Kluge (*1932)
- 2004 : Wilhelm Genazino (1943-2018)
- 2005 : Brigitte Kronauer (1940-2019)
- 2006 : Oskar Pastior[3] (1927-2006) à titre posthume
- 2007 : Martin Mosebach[4] (*1951)
- 2008 : Josef Winkler (*1953)
- 2009 : Walter Kappacher (1938-2024)
- 2010 : Reinhard Jirgl (* 1953)
- 2011 : Friedrich Christian Delius (1943-2022)
- 2012 : Felicitas Hoppe (* 1960)
- 2013 : Sibylle Lewitscharoff (1954-2023)
- 2014 : Jürgen Becker (1932-2024)
- 2015 : Rainald Goetz (* 1954)
- 2016 : Marcel Beyer (* 1965)
- 2017 : Jan Wagner (* 1971)
- 2018 : Terézia Mora[5] (* 1971)
- 2019 : Lukas Bärfuss (* 1971)
- 2020 : Elke Erb (1938-2024)
- 2021 : Clemens J. Setz (* 1982)
- 2022 : Emine Sevgi Özdamar (* 1946)
- 2023 : Lutz Seiler (* 1963)
- 2024 : Oswald Egger (en) (* 1963)
- 2025 : Ursula Krechel (* 1947)

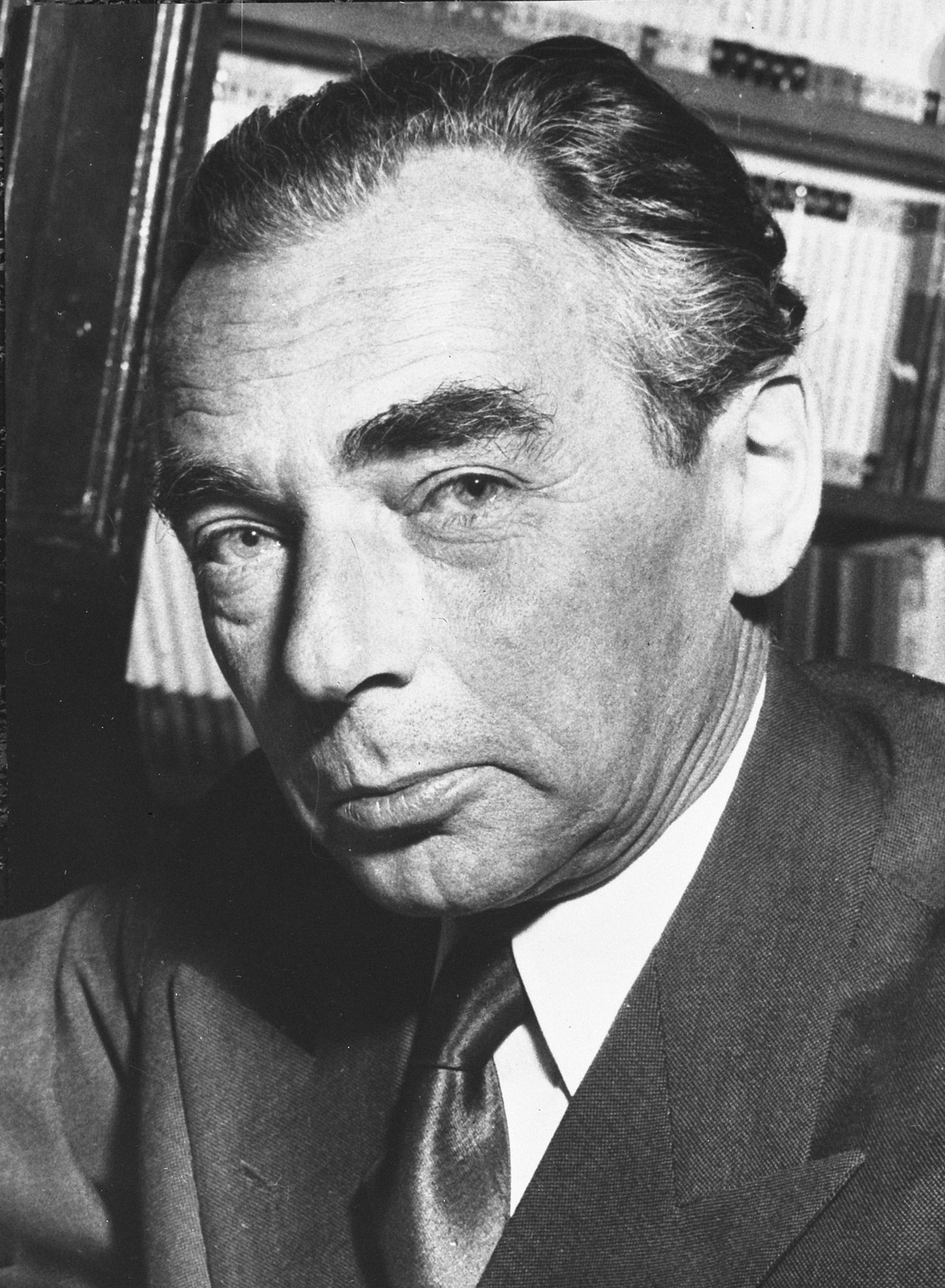
Erich Kästner lauréat en 1957
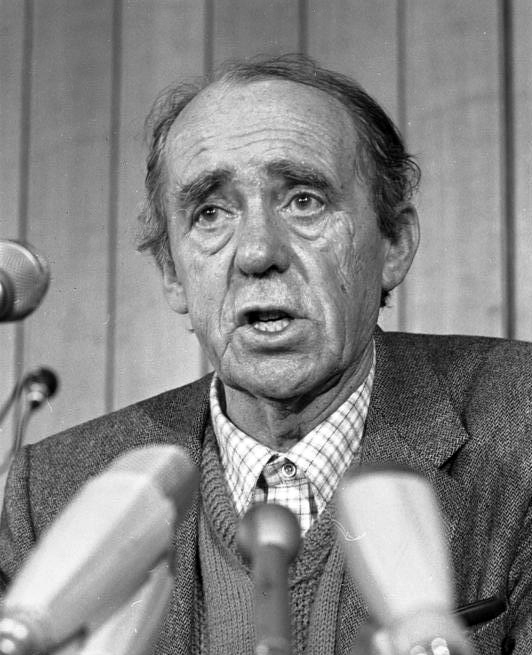
Heinrich Böll lauréat en 1967
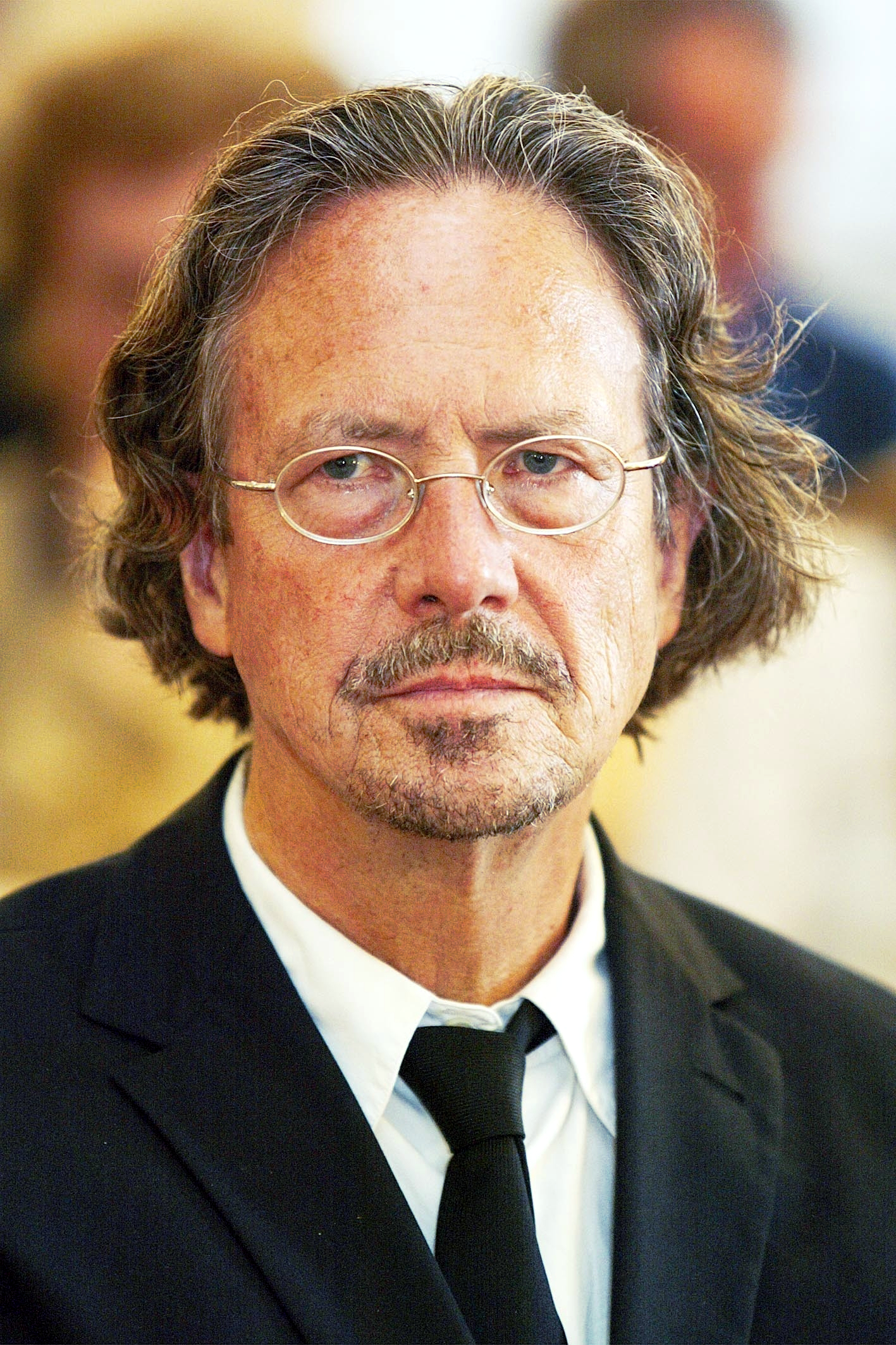
Peter Handke lauréat en 1973
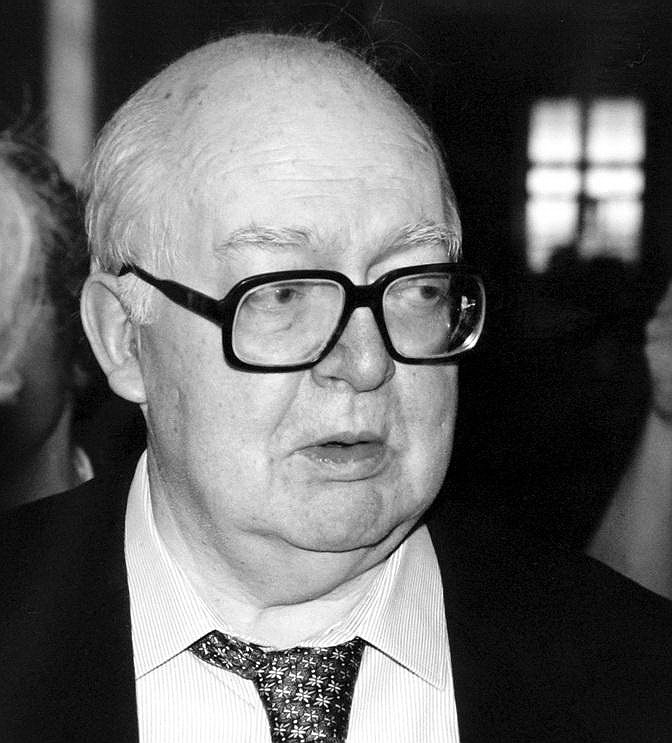
Friedrich Dürrenmatt lauréat en 1986
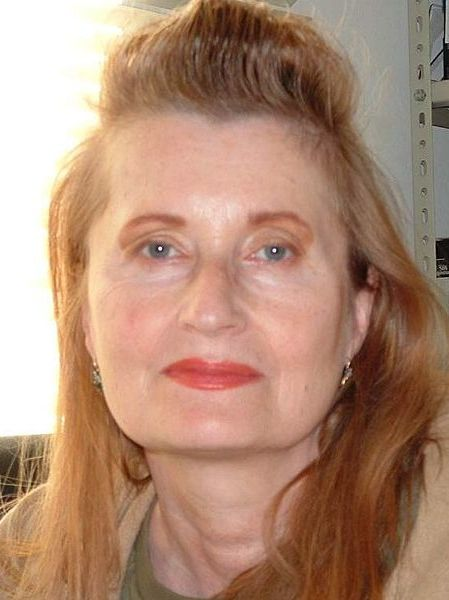
Elfriede Jelinek lauréate en 1998
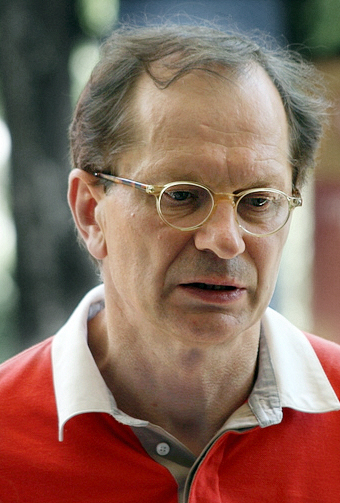
Josef Winkler lauréat en 2008
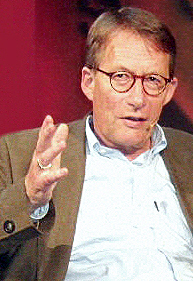
Friedrich Christian Delius lauréat en 2011
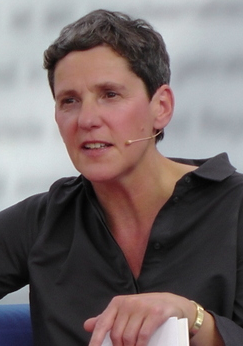
Felicitas Hoppe lauréat en 2012
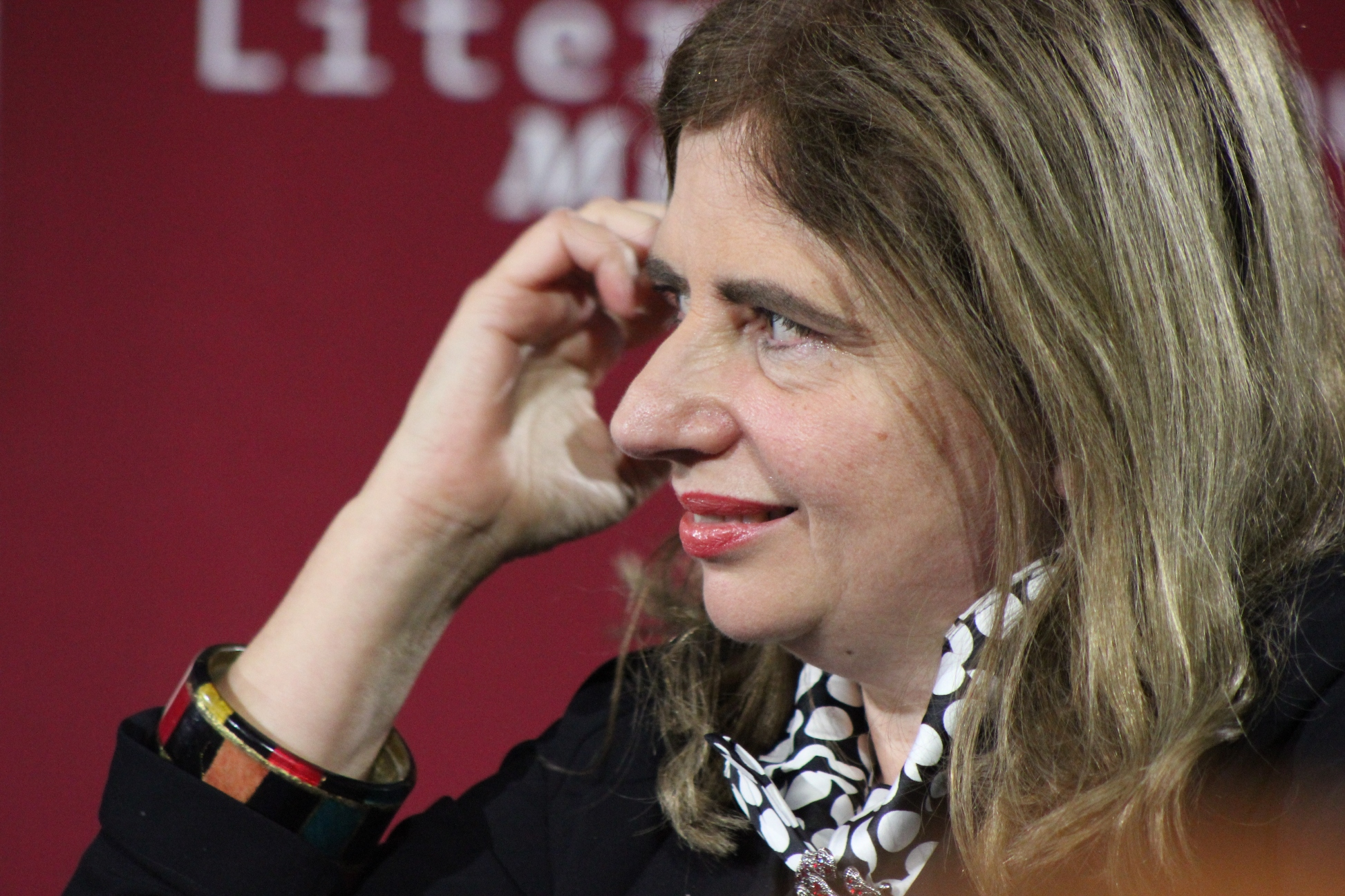
Sibylle Lewitscharoff lauréate en 2013
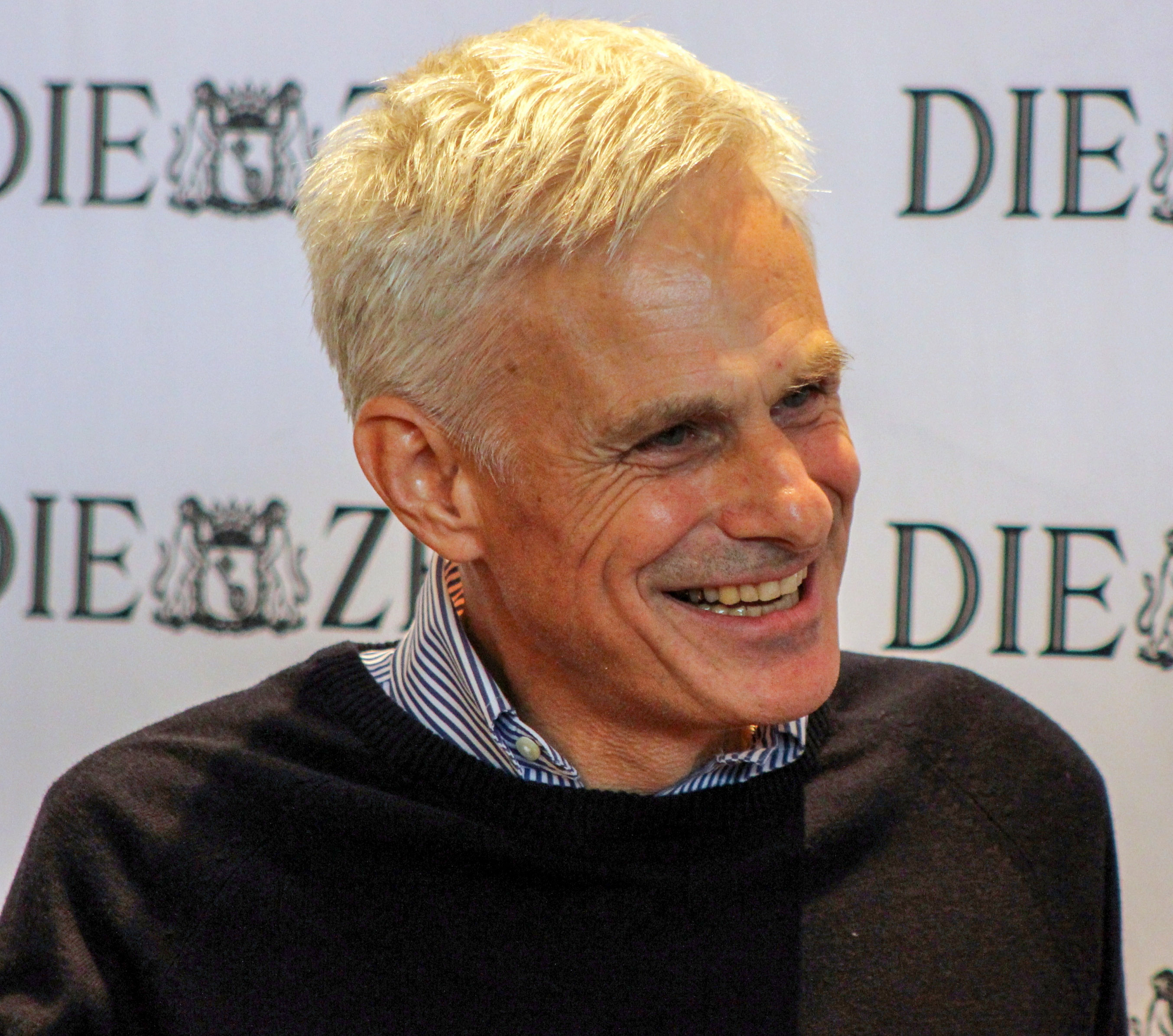
Rainald Goetz lauréat en 2015